# Надир Афонсо
Надир Афонсо (на португалски: Nadir Afonso Rodrigues, накратко Nadir Afonso) е португалски архитект и художник свързан със стила на геометричното абстрактно изкуство. Учи архитектура и я практикува в ранните години на творчеството си заедно с Льо Корбюзие и Оскар Нимайер. По-късно учи рисуване и става един от пионерите на кинетичното изкуство работейки заедно с Фернан Леже, Виктор Васарели, Андре Блок, Огюст Ербан.
Издава собствена теория на геометричната естетика в която защитава тезата си, че изкуството е единствено целесъобразно и следва точни правила. Това прави изкуството действие съставено от наблюдение и манипулация а не продукт на въображение и фантазия.
Много от произведенията на Надир Афонсо са изложени в музеи. Най-известните му творби са част от серията „Градове“ изобразяващи градове от целия свят.

## Живот и творчество
Преди да се дипломира като архитект в Порто следва във Френската академия за изящни изкуства (на френски: École nationale supérieure des beaux-arts) в Париж през 1946 година.
Сътрудничи си с Льо Корбюзие в проекта Жилищна единица в Марсилия (на френски: Cité radieuse de Marseille) от 1946 до 1951. В годините 1952 до 1954 става асистент на Оскар Нимайер в Бразилия. След завръщането си в Париж се сближава с художниците излагани в галерияната Денис Рене (на френски: La galerie Denise René) включително Огюст Ербан и Виктор Васарели. В 1965 година се убеждава в неспособността си да се адаптира към обществото и се отказва архитектурата за да се отдаде на рисуването и се изолира все повече от външния свят.
Редовно излага творбите си в галерии от 1949 година в Лисабон и Порто в Португалия, в Париж във Франция от 1956 година и в Сао Пауло в Бразилия от 1969 година. Негови произведения се намират в музеите в Лисабон, Порто, Амаранте, Рио де Жанейро, Сао Пауло, Будапеща, Париж, Варцбург и Берлин.

## Лична теория на естетиката
Според Афонсо изкуството е обективно а не субективно. То следва закони и закономерности. Сам обобщава теорията си, издадена в няколко книги зедно с личните му философски възгледи, по следния начин:
„Търсенето на абсолютното, на език на изкуството в който формите имат математическа строгост, където нищо няма нужда да бъде добавяно или премахвано. Чувството за съвършена точност.“
Поради изявения си рационализъм Афонсо критикува Василий Кандински с ангумента, че той подчинява геометрията на човешката душевност вместо да я издигне като същността на изкуството. Тази геометрия на изкуството обаче не е същата като геометрията на геометриците нито засяга символи или конкретни елементи. Става дума за правила на пространството съдържащи четири качества – съвършенство, хармония, пресъздаване, и оригиналност. 

## Международно признание
Признанието на Надир Афонсо идва рано. Още на 24-годишна възраст продава негов живопис с маслени бои на Музея за съвременно изкуство в Лисабон и португалското правителство го кани два пъти да представи Португалия на биеналето в Сао Пауло. На 50-годишна върраст е вече редовно излаган в галерии в Париж и Ню Йорк. 
Виктор Васарели, бащата на оптическото изкуство отбелязва през 1968 година:
„Този художник го познавам от повече от 20 години и той е несъмнено най-важният португалски съвременен художник и е несправедливо, че е малко познат по света.“ 